# CCTV-2
CCTV-2(CCTV-2 财经, 중국어: 中国中央电视台财经频道)은 중국중앙텔레비전의 텔레비전 채널 중 하나이다.